# Pastagames
Pastagames, originellement Pastaga.net, est une entreprise française de développement de jeux vidéo créée en 2000 par Fabien Delpiano, Claude Seyrat, Joann Sfar, Guy Delcourt et Christophe Hausermann. La société a connu plusieurs vies, séparées par quelques périodes de mise en sommeil de quelques mois ou années.

## Ludographie
Pastagames est à l’origine des jeux suivants, :
- TAMAGOTLIB (2000)
- Petit Vampire et le poisson, un jeu Petit Vampire (2000)
- Ossour, perds pas la goutte (2000)
- Donjon & Baston, un jeu Donjon (2000)
- Skullsplitter III, un jeu Donjon (2000)
- Photomâcon (2000)
- Amour & Argent (2003)
- Whack a Connot (2003)
- Free Kitty (2004)
- Electrikkk Paaanix (2004)
- Deubeul Treubeul (2004)
- Sauvez Zongo, un jeu Donjon (2005)
- Build-A-Bear Workshop (2007)
- Baby Life (2007)
- Maestro! Jump in Music (2009)
- Arkedo Series 03: Pixel (2009)
- Go!Go! Panzer Bimbo  (2009)
- Build-A-Bear Workshop 2 (2010)
- Maestro! Green Groove (2010)[7]
- Pix'n Love Rush (2010)
- Burn It All: Journey to the Sun (2011)
- Game Story, une histoire du jeu vidéo (2011)
- AR.Rescue (2012)
- Rayman: Jungle Run (2012)
- Pix the Cat, version pour « Jeu vidéo, l’expo » à la Cité des sciences et de l'industrie  (2013)
- Pix the Cat  (2014)
- Pang Adventures (2016)
- Rayman Legends: Definitive Edition (2017)
- Rayman Mini (2019)
- Pac-Man Party Royale (2019)
- Arkanoid: Eternal Battle (2022)
- KarmaZoo (2023)